# (52768) 1998 OR2
1998 OR2(잠정 명칭 1998 OR2)는 편심 궤도에 있는 소행성으로, 지름이 2 km (1.2 mi)인 아모르 소행성군의 잠재적으로 위험한 소행성이며 지구와 가까운 물체로 분류된다. 1998년 7월 24일에 할레아칼라 관측소에서 발견되었다.